# Myrmarachne mocamboensis
Myrmarachne mocamboensis är en spindelart som beskrevs av Galiano 1974. Myrmarachne mocamboensis ingår i släktet Myrmarachne och familjen hoppspindlar. Inga underarter finns listade i Catalogue of Life.